# Hello Neighbor
Hello Neighbor (též Hello Neighbour, česky Ahoj sousede, rusky Привет Сосед) je hororová stealth hra. Hra byla vyvinuta v Unreal Engine 4 studiem Dynamic Pixels a vydána studiem tinyBuild. Byla vydána 8. prosince 2017 pro playstation 4 a Xbox One. Hra byla oznámena pro herní konzoli Nintendo Switch dne 10. února 2018, datum vydání je 27. 7. 2018
Hra je o tom, jak se hráč plíží do domu svého souseda (Mr. Peterson) , kde se nachází sklep, ve kterém se skrývá tajemství. Hraje proti pokročilému AI, které se učí z každého jeho pohybu. Soused shromažďuje veškeré informace o akcích, rozhodnutích, pohybech, atd. Po jejich analýze přichází s protiopatřeními, pastmi a taktikou proti hráči. Čím více hraje, tím více má soused nastražených pastí a kamer.

## Hratelnost
Ve hře hráč musí otevřít dveře do sklepa a tím odhalit tajemství pana souseda. Soused se učí, když hráč hraje, a buď se objeví v rozbitých oknech, umístí medvědí pasti do oblastí, kterými často chodí, rozmístí kolem kamery nebo zablokuje dveře, aby jimi nemohl projít. Hráč může hodit nebo použít většinu položek, které najde, nicméně, soused může také používat tyto položky proti samotnému hráči.
Soused je pokročilé AI, které brání svůj sklep, který je velmi silně zajištěn. Během vývoje byly postupně přidávány další a další nástroje potřebné k dostání se do sklepa. Hra je zakončena soubojem se sousedem.

## Historie verzí

### Pre-alpha
Tato verze vyšla jako úplně první. Začalo se na ní pracovat v roce 2015 a vyšla roku 2016 29 září. Tato verze je také nejzabugovanější kvůli častým lagům a probugováním se do některých míst(například do stropu, do některé části domu, atd...). Soused vás také bude pronásledovat po celé mapě, ale ve vašem domě budete v bezpečí. Konec hry je označován jako otevřením dveří do sklepa, bohužel tvůrci hry nedodělali jakoukoli scénu ze hry, takže hra vlastně nemá konec. Jednou za čas se stává, že máte noční můru kdy jste zavření ve svém domě a soused v obří velikosti vás chce dostat. Navíc některé předměty co se v této verzi vyskytovaly byly poté odstraněny nebo nahrazeny.

### Alpha 1
Další verze hry má na začátku vytvořenou scénu ze hry, kdy se do domu stěhujete a soused vás sleduje. Váš dům je stejný jako v pre-alpha, bohužel tato verze hry má také bugy a někdy se hra může i sama havarovat a vypnout se. Hra má ale i pár hádanek, které musíte dodělat pomocí různých předmětů. Soused má navíc vlastního pomocníka, žraloka, kterého můžete zastavit tak, že ho zmrazíte. Konec hry se označuje jako otevření dveří do sklepa. Hra má konečně vlastní scénu ze hry, kdy vás soused dostane a pohřbí vás. Navíc se ve hře objevuje dokonce dvě noční můry, ta první, kdy soused otevírá dveře do sklepa a vstupuje dovnitř a ta druhá, kde se nacházíte zřejmě na pouti a soused brečí. Pravděpodobně se jedná o dobu, kdy soused ztratil svojí dceru. Na této verzi se začalo pracovat v roce 2016 a byla vydána v srpnu stejného roku.

### Alpha 2
Tato verze už prošla dalšími úpravami a dům byl předělán a zmenšen. Hra má dokonce vlastní muziku na začátku hry a sousedovi byly přiděleny výrazy obličeje a soused dokonce cvičí a spí. Přístup do sklepa byl konečně dodělán sklep byl dostavěn ale jenom kousek je hráči zpřístupněn. Hra má plno hádanek, scén ze hry a nějaké ty noční můry. Zvláštností jsou čísla 14:14 na vaší a sousedově poštovní schránce, která se ve skutečnosti vyskytuje v bibli a je zde napsáno:"Pán za tebe bude pořád bojovat, musíš tu ale být". Někdy se spekuluje o tom, že se jedná o souseda, někdy taky, že o jeho děti nebo dokonce manželku.

### Alpha 3
Další verze hry konečně obsahuje dodělaný dům z Alphy 1. Tato verze má bohužel zapnutý pouze noční režim, takže tvůrci schválně do této verze přidali spoustu lamp. Hra už má konečné zpracování celého domu, až na pár drobných věcí. Soused už vás navíc může sledovat kamerami a někdy dokonce barikáduje dveře. Sklep byl v této verzi odstraněn, ale na konci se odehrává konečná scéna, kdy soused opět brečí v obývacím pokoji. Hráči si všimli dvou easter eggů a to, když se podíváte dveřmi odkud konečná scéna začíná, vidíte scan který je součástí největšího tajemství souseda a poté dveře, které pravděpodobně vedou do předsíně a ve kterých se nachází černá silueta. Prý se jedná o ďábla, který dokáže vrátit sousedovi děti i manželku. Chce za to ale sousedovu duši.

### Alpha 4
Finální zpracování celého sousedova domu a přidání celodenních režimů do hry. Hra obsahuje více tajemství, scén ze hry a miniher. Soused má větší AI a lépe reaguje na zvuky, které hráč při hře vydává. Navíc byla konečně otevřena železnice, která vás zavede do různých části sousedova domu. Na konci hry se dostáváte do temného sklepa, kde potkáte černou siluetu ze hry. Když za ní vstoupíte do dveří, objeví se scéna ze hry, zřejmě předtím, než jste se nastěhovali do nového domu. Hra má dodělané nové zvuky a dokonce novou muziku na konci. Můžete zde najít taky druhý scan, který vám víc přiblíží největší tajemství souseda.

### Beta
Hra se odehrává zřejmě poté, co jsme dostali dopis a odešli jsme z domu. Stěhujeme se do sousedova domu, který je tentokrát opět zabarikádovaný a useknutý. Dostáváme se do sklepa a pak když se probudíme, zjistíme, že jsme opět zřejmě v alpha 4 verzi této hry. Tentokrát tvůrci hry nechali přenést celý byt ze scény na začátek této mapy. Hra má obrovské množství tajemství, scén ze hry a hádanek. Byla přidána dokonce nová muzika. Koncem hry budeme bojovat s obřím sousedem a pak když ho porazíme, hra končí.

## Datum vydání
Dříve byla ve verzi Alpha 4 místnost s kalendářem, na kterém bylo napsáno 29.08.  Toto datum mělo být datem vydání hry, avšak vývojáři vydali verzi Beta 1 jako veřejnou. V ní bylo spoustu bugů, a tak vývojáři vydali verze Beta 2 a 3, avšak tyto opravy chyb způsobili to, že vývojáři neměli čas hru vydat ve slíbené datu a tak hra vyšla až 8. prosince 2017.